# Johann Josef Franz Arendt
 Johann Josef Franz Arendt (* 4. Mai 1786 in Hildesheim; † 23. Dezember 1856 in Osnabrück) war ein Sprachlehrer und Botaniker.

## Leben
Arendt besucht das Gymnasium Josephinum Hildesheim und studierte ab 1807 Medizin in Göttingen. Später brach er das Studium ab und wurde in Kassel bis 1813 In den folgenden 16 Jahren war er Hauslehrer bei verschiedenen katholischen Familien des Großherzogtums Oldenburg und des Königreichs Hannover, u. a. bei der Familie von Böselager in Eggermühlen. 1828 übernahm er die Redaktion des „Osnabrücker Bürgerblattes“. Nach mehreren Examina durfte er sich 1829 als Sprachlehrer in Osnabrück niederlassen. Er  unterrichtete in der lateinischen, griechischen, französischen, englischen, spanischen und italienischen Sprache.
Nach 1831 war Arendt Lehrer für Naturgeschichte an der Noelleschen Handelsschule in Osnabrück. In seiner Freizeit beschäftigte er sich intensiv mit der Botanik und der Flora des Osnabrücker Raumes. 1837 veröffentlichte er die wissenschaftliche Arbeit Schola osnabrugensia in Chloridem hanoveranam. Zusatz und Berichtigung.... Der Aufsatz war als Lokalanhang zur Chloris hanoverana von Georg F. W. Meyer gedacht, aber Arendt wurde von diesem nicht anerkannt. Seine Absicht, eine Flora Osnabrugensis zu verfassen, kam über Notizen zu diesem Thema nicht hinaus.
Ein älterer Bruder Arendts hatte sich der Musik gewidmet, komponierte Lieder, von denen einige sich im „Arion“ finden. Er war Dom-Musikdirektor und Gesanglehrer am Gymnasium Josephinum in Hildesheim und starb 1854 in Karlsbad. Beide Brüder sind unverheiratet geblieben.

## Schriften
- Scholia Osnaburgensia in chloridem Hanoveranam. Osnabrück 1837.